# Magnolia (Mississippi)
Magnolia è una città (city) degli Stati Uniti d'America, capoluogo della contea di Pike, nello Stato del Mississippi.